# Sergej Kazakov
Sergej Nikolaevič Kazakov (in russo Сергей Николаевич Казаков?; Dimitrovgrad, 8 luglio 1976) è un pugile russo.

## Palmarès

### Olimpiadi
- 1 medaglia:
  - 1 bronzo (Pechino 2008 nei pesi minimosca)

### Mondiali dilettanti
- 1 medaglia:
  - 1 oro (Bangkok 2003 nei pesi minimosca)

### Europei dilettanti
- 4 medaglie:
  - 3 ori (Minsk 1998 nei pesi minimosca; Perm 2002 nei pesi minimosca; Pula 2004 nei pesi minimosca)
  - 1 argento (Tampere 2000 nei pesi minimosca)

### Coppa del mondo
- - 1 oro (Mosca 2005 nei pesi minimosca)